# ФК Велез Сарсфилд
Клуб Атлетико Велез Сарсфилд (шп. Club Atlético Vélez Sarsfield) аргентински је фудбалски клуб из Буенос Ајреса. 

## Историја
Основан је 1. јануара 1910. године. Клуб се такмичи у Првој лиги Аргентине и домаће утакмице игра на стадиону Хосе Амалфитани, капацитета око 50 хиљада места. Прво учешће клуба било је на аматерском првенству Аргентине 1919. године, где је завршио на другом месту. Велез Сарсфилд је један од 18 клубова у Аргентини који су формирали професионалну лигу 1931. године. Од тада, Велез је редован учесник Примера дивизије, након што је испао само једном (1941, вратио се у елиту 1943) и три пута је тријумфовао у државном првенству. Према овим показатељима, клуб је заузео престижно пето место (иза Ривер Плејта, Боке јуниорса, Индепендијентеа и Сан Лоренца) на вечној ранг листи аргентинског професионалног фудбала.
Велез је прву титулу у Кампеонато Насионалу освојио 1968. године и остао је без трофеја у наредних 25 година, све до 1993. године, када је освојио турнир у Клаусури. Деведесете године 20. века су најуспешнији период у историји Велеза, у којем је екипа освојила укупно 4 титуле у Аргентини и 5 међународних трофеја. Године 1994, Велез Сарсфилд стигао је до врха фудбалског света освојивши прво Копа либертадорес, победом у финалу против бразилског Сао Паула. Потом је у децембру 1994. године Велез у финалу Интерконтиненталног купа савладао резултатом 2:0 европског првака италијански Милан и тако освојио престижни трофеј. То је био највећи успех у историји клуба.

## Успеси
- Прва лига Аргентине:
  - Првак (11): 1968 Насионал, 1993 Клаусура, 1995 Апертура, 1996 Клаусура, 1998 Клаусура, 2005 Клаусура, 2009 Клаусура, 2011 Клаусура, 2012 Инисијал, 2012/13, 2024.
- Примера Б: 1943.
- Примера Ц: 1914 ФАФ, 1922 ААм[3][4]
- Суперкуп Аргентине: 2013.

- Међународни успеси:
  - Интерконтинентални куп: 1994.
  - Копа либертадорес: 1994.
  - Суперкуп Судамерикана: 1996.
  - Копа Интерамерикана: 1994.
  - Рекопа Судамерикана: 1997.

## Познати фудбалери
- Убалдо Фиљол
- Карлос Бјанки
- Серхио Гојкочеа
- Маурисио Пелегрино
- Оскар Руђери
- Дијего Симеоне
- Нелсон Тапија
- Хосе Луис Чилаверт
- Николас Отаменди

## Бивши тренери
- Карлос Бјанки
- Алфио Базиле
- Марсело Бјелса
- Омар Сивори
- Оскар Табарес
- Габријел Хајнце